# Rondibilis albonotata
Rondibilis albonotata là một loài bọ cánh cứng trong họ Cerambycidae.